# Reino Koivula
Reino Olavi Koivula, född 4 februari 1917 i Helsingfors, död 18 april 2006 i Grankulla, var en finländsk arkitekt. 
Koivula utexaminerades från Tekniska högskolan i Helsingfors 1943, innehade en arkitektbyrå tillsammans med Jaakko Paatela 1947–1961, var chef för Medicinalstyrelsens planeringsavdelning 1961-1966 och tilldelades professors titel 1970. Han startade egen arkitektverksamhet 1971 och kom att utmärka sig en av Finlands främsta sjukhusarkitekter och vann flera arkitekttävlingar. Han ritade bland annat Mejlans sjukhus i Helsingfors, Jorvs sjukhus i Esbo, utbyggnaden av Vasa centralsjukhus, Borgå kretssjukhus, Ålands, Lapplands och Kainuu centralsjukhus, samt Uleåborgs universitets centralsjukhus och byggnaderna för universitetets medicinska fakultet. Han ritade även stadsplanen för Kouvola centrum samt tre affärsbyggnader där.